# Occidryas wheeleri
Occidryas wheeleri är en fjärilsart som beskrevs av Edwards 1881. Occidryas wheeleri ingår i släktet Occidryas och familjen praktfjärilar. Inga underarter finns listade i Catalogue of Life.